# Le Choix de Gracie
Pour plus de détails, voir Fiche technique et Distribution.
Le Choix de Gracie (Gracie's Choice) est un téléfilm américain réalisé par Peter Werner et diffusé le 12 janvier 2004 sur la chaîne Lifetime.

## Synopsis
Gracie, l'aînée d'une famille de cinq enfants, veut soustraire ses frères et sœurs à l'autorité de leur mère, alcoolique et toxicomane. Malgré son jeune âge, elle mène un dur combat pour devenir leur tutrice légale...

## Fiche technique
- Réalisation : Peter Werner
- Scénario : Joyce Eliason (en), d'après un article rédigé par Rena Dictor LeBlanc dans le Reader's Digest[1]
- Société de production : von Zerneck/Sertner Films

## Distribution
- Kristen Bell (VF : Léa Gabrièle) : Gracie Thomson
- Diane Ladd (VF : Nicole Favart) : Louela Lawson
- Anne Heche (VF : Virginie Ledieu) : Rowena Lawson
- Kristin Fairlie (en) (VF : Kelly Marot) : Rose Carlton
- Shedrack Anderson III (en) (VF : Vincent Barazzoni) : Tommy
- Brian Akins : Ryan Walker
- Andrew Airlie (VF : Pierre Laurent) : Arlo Rasmussen
- David McLean : Johnny Blicker
- Jack Armstrong : Robbie Locascio
- Robert Seeliger : Ray
- Sandra Caldwell (VF : Pascale Vital) : Mme Thurston
- Diego Matamoros : Bob Bessey
- Jackie Torrens : Sandra Jacobs
- Roberta Maxwell (en) : le juge

Source et légende : Version française (VF) sur Doublagissimo

## Accueil
Le téléfilm a été vu par environ 4,2 millions de téléspectateurs lors de sa première diffusion.

## Distinctions
Anne Heche a été nommée pour un Primetime Emmy Award de la meilleure actrice dans un second rôle dans une mini-série ou un téléfilm.